# Canottaggio ai Giochi della X Olimpiade
Le competizioni del Canottaggio dei Giochi della X Olimpiade si sono svolte dal 10 al 13 agosto 1932 al Long Beach Marine Stadium, Long Beach.

## Podi
| Evento                   | Oro | Perform. | Argento | Perform. | Bronzo | Perform. |
| Singolo (dettagli)       | Henry Pearce | 7'44"4   | Wiliam Miller | 7'45"2   | Guillermo Douglas | 8'13"6   |
| Due di coppia (dettagli) | Stati Uniti Kenneth Myers William Gilmore | 7'17"4   | Germania Herbert Buhtz Gerhard Boetzelen | 7'22"8   | Canada Charles Pratt Noël de Mille | 7'27"6   |
| Due senza (dettagli)     | Gran Bretagna Hugh Edwards Lewis Clive | 8'00"0   | Nuova Zelanda Cyril Stiles Fred Thompson | 8'02"4   | Polonia Henryk Budziński Jan Krenz-Mikołajczak                                                                                              | 8'08"2   |
| Due con (dettagli)       | Stati Uniti Charles Kieffer Joseph Schauers Edward Jennings                                                                                   | 8'25"8   | Polonia Janusz Ślązak Jerzy Braun Jerzy Skolimowski | 8'31"2   | Francia André Giriat Ansèlme Brusa Pierre Brunet                                                                                            | 8'41"2   |
| Quattro senza (dettagli) | Gran Bretagna Felix Badcock Hugh Edwards Jack Beresford Rowland George                                                                        | 6'58"2   | Germania Karl Aletter Ernst Gaber Walter Flinsch Hans Maier                                                                                             | 7'03"0   | Italia Antonio Ghiardello Francesco Cossu Giliante D'Este Antonio Provenzani                                                                | 7'04"0   |
| Quattro con (dettagli)   | Germania Hans Eller Horst Hoeck Walter Meyer Joachim Spremberg Karl Heinz Newmann                                                             | 7'19"0   | Italia Bruno Vattovaz Giovanni Plazzer Riccardo Divora Bruno Parovel Giovanni Scher                                                                     | 7'19"2   | Polonia Jerzy Braun Janusz Ślązak Stanisław Urban Edward Kobyliński Jerzy Skolimowski                                                       | 7'26"8   |
| Otto (dettagli)          | Stati Uniti Edwin Salisbury James Blair Duncan Gregg Dave Dunlap Burton Jastram Charles Chandler Harold Tower Winslow Hall Tim. Norris Graham | 6'37"6   | Italia Vittorio Cioni Mario Balleri Renato Bracci Dino Barsotti Roberto Vestrini Guglielmo Del Bimbo Enrico Garzelli Renato Barbieri Tim. Cesare Milani | 6'37"8   | Canada Earl Eastwood Joseph Harris Stanley Stanyar Harry Fry Cedric Liddell William Thoburn Donald Boal Albert Taylor Tim. George MacDonald | 6'40"4   |

## Medagliere
| Posizione | Paese         | Oro | Argento | Bronzo | Totale |
| --------- | ------------- | --- | ------- | ------ | ------ |
| 1         | Stati Uniti   | 3   | 1       | 0      | 4      |
| 2         | Gran Bretagna | 2   | 0       | 0      | 2      |
| 3         | Germania      | 1   | 2       | 0      | 3      |
| 4         | Australia     | 1   | 0       | 0      | 1      |
| 5         | Italia        | 0   | 2       | 1      | 3      |
| 6         | Polonia       | 0   | 1       | 2      | 3      |
| 7         | Nuova Zelanda | 0   | 1       | 0      | 1      |
| 8         | Canada        | 0   | 0       | 2      | 2      |
| 9         | Francia       | 0   | 0       | 1      | 1      |
| 9         | Uruguay       | 0   | 0       | 1      | 1      |
| Totale    | Totale        | 7   | 7       | 7      | 21     |